# جونگ سو بین
جونگ سو بین (کره‌ای: 정수빈؛ زادهٔ ۱۷ اوت ۱۹۹۸) بازیگر اهل کره جنوبی است. او بیشتر به خاطر ایفای نقش در انتقام از دیگران (۲۰۲۲)، ترولی (۲۰۲۲–۲۰۲۳) و رقابت دوستانه (۲۰۲۵) شناخته می‌شود.

## فیلم‌شناسی

### مجموعه تلویزیونی
| سال  | عنوان               | نقش            | منابع        |
| ---- | ------------------- | -------------- | ------------ |
| ۲۰۲۰ | پخش زنده            | لی سون جو      | [ ۴ ]        |
| ۲۰۲۱ | گودال تاریک         | دانش آموز دختر | [ ۵ ]        |
| ۲۰۲۲ | عدالت برای نوجوانان | بک می جو       | [ ۶ ] [ ۳ ]  |
| ۲۰۲۲ | پلیس‌های تازه‌کار     | بک سون یو      | [ ۷ ] [ ۳ ]  |
| ۲۰۲۲ | انتقام از دیگران    | ته سو یون      | [ ۸ ] [ ۳ ]  |
| ۲۰۲۲ | جزیره               | لی سو ریون     | [ ۹ ] [ ۳ ]  |
| ۲۰۲۲ | ترولی               | کیم سو بین     | [ ۱۰ ] [ ۳ ] |
| ۲۰۲۴ | بازرس ارشد ۱۹۵۸     | بونگ نان شیل   | [ ۱۱ ] [ ۱ ] |
| ۲۰۲۵ | رقابت دوستانه       | وو سول گی      | [ ۱۲ ] [ ۱ ] |